# Георгиј Агрикола
Георги Агрикола (Georgius Agricola) ( /ә ɡ р ɪ к ә л ә / рођен Георг Павер (Georg Pawer) или Георг Бауер(Georg Bauer); 24. марта 1494   - 21. новембра 1555) био је немачки научник хуманиста, минералог и металурoг . Рођен у малом граду Глауцхау (Glauchau), у елексорату Саксоније (Saxony) Светог римског царства, широко је образован, али посебно се интересовао за минирање и прераду метала. Познат је по свом пионирском раду Де ре металица либри XII, који је објављен 1556. године, годину дана након његове смрти. Овај рад од 12 књига представља свеобухватни и систематични студиј, класификацију и методички водич о свим доступним чињеничним и практичним аспектима, који се тичу рударства, рударских наука и металургије, истражујући у његовом природном окружењу директним посматрањем. Без премца у својој сложености и тачности, служио је као стандардни референтни рад током два века. Агрикола је у предговору изјавио да ће искључити све оне ствари које ја особно нисам ни видио, ни читао, ни чуо. [. . . ]. Оно о чему нисам видео, нити пажљиво размотрио након читања или слушања, нисам писао . Тиме одбија да се ослања на методе апструкције кроз филозофска разматрања и уместо тога своје дело подвргава строгим принципима модерне научне методе, вековима пре њеног времена. Као учењак ренесансе залагао се за универзални приступ учењу и истраживању и објавио је преко 40 комплетних научних радова током свог професионалног живота у широком спектру предмета и дисциплина, као што су педагогија, медицина, метрологија, меркантилизам, фармација, филозофија, геологију, историју и још много тога. Његов иновативан и свеобухватан научни рад, заснован на новим и прецизним методама производње и контроле, изузетан је и стекао му је међународно признање до данас.

## Етимологија
Често га,називају „оцем минералогије “, и проналазачем геологије, научном дисциплином. Песник Георг Фабрициус, је даровао је кратак почасну титулу на њега као признање за његово наслеђе, да су његове колеге Саксонци наводе редовно: дие Аусгезеицхнете Зиерде дес Ватерландес (дословно: истакнути украс отаџбини).  Крштен је рођеним именом Георг Павер . Павер је вернакуларни облик модерног немачког појма Бауер, који на енглески значи пријевод фармера . Његов учитељ, професор из Лајпцига Петрус Моселланус увјерио га је да размотри уобичајену праксу латинизације имена, посебно популарну међу ренесансним учењацима, па је „Георг Павер“ постао „Георгиус Агрикола“.
Занимљиво је да његово име, Георг или Георгиус, потиче од грчког Γεωργιος (Георгиос), који заузврат потиче од γεωργος (георгос), што значи „ земљорадник или земљорадник “. Стога се његово целокупно име преводи као "Фармер Фармер".

## Детињство и младост
Агрикола је рођена 1494. године као Георг Павер (Georg Pawer), други од седморо деце текстилца и рођака у Глаучауа (Glauchau). Са дванаест година уписао се у латинску школу у Кемниц (Chemnitz) или Цвикау (Zwickau) . Од 1514. до 1518. студирао је на Лајпциг Универзитету, где је под именом Георгиус Павер де Глауцхав први пут уписао у летњи семестар за теологију, филозофију и филологију код ректора Николауса Апела, а за древне језике, посебно грчки и латински језик, своја прва латино предавања под Петрусом Моселланусом, прослављеним тадашњим хуманистом и присташом Еразма из Ротердама .

### Хуманистичко образовање
Обдарен преурањеним интелектом и својим тек стеченим насловом Баццалауреус артиум, Агрикола се рано бацио у потрагу за „ новим учењем “, с таквим учинком да је у добу од 24 године именован ректором екстраординарија старогрчких 1519. године основаним Звицкауом Грчка школа, која је ускоро била уједињена са Великом школом Звицкау-а  (Звицкауер Ратссцхуле). 1520. године објавио је своју прву књигу, приручник за латинску граматику са практичним и методичким наговештајима за учитеље. 1522. завршио је именовање да поново студира у Леипзигу још једну годину, где га је, као ректора, подржао његов бивши учитељ и професор класике Петер Моселланус, са којим је увек био у дописништву. Такође се уписао на студије медицине, физике и хемије .
1523. отпутовао је у Италију и уписао се на Болоњски универзитет и вероватно Падову (Padua)  и завршио студије медицине. Остаје нејасно где је стекао диплому. 1524. придружио се Алдине Прессу, престижној штампарији у Венецији коју је основао Алдус Манутиус, који је умро 1515. Манутиус је успоставио и одржавао контакте и пријатељство у мрежи међу многим учењацима, укључујући и оне најславније, из целе Европе, које је подстицао да дођу у Венецију и да се побрину за уређивање бројних публикација класика антике . У време посете Агрицоли посао су водили Андреа Торресани и његова ћерка Марија. Агрикола је учествовала у издању дела у неколико свезака о Галену (Galen) до 1526. године.

## Професионални живот

### Градски лекар и апотекар
Вратио се у Цвикау 1527. и у Цхемнитз у јесен исте године, где се оженио Аном Меинер (Anna Meyner), удовицом из Шенберга (Schneeberg). Након потраге за послом као градског лекара и фармацеута у Rudne Gore(Ore Mountains), по могућности на месту где може да задовољи своје горљиве чежње за студијама рударства, настанио се у погодном малом граду Јахимову(Joachimsthal) у Боемском Ерзгебиргеу, где је 1516. године било значајно сребро пронађена су налазишта руде. 15.000 становника Јоацхимстхала учинило је прометним центром за рударство и топљење са стотинама шахтова које ће Агрикола истражити. Његова основна позиција показала се не баш захтевном и сво слободно време позајмљивао је студијама. Почетком  1528. године, уронио је у поређења и испитивања онога што је написано о минералогији и рударству и сопственим запажањима о локалним материјалима и методама лечења. Конструисао је логички систем локалних услова, стијена и седимената, минерала и руда, објаснио различите појмове општих и специфичних локалних територијалних карактеристика. Комбиновао је овај дискурс о свим природним аспектима с трактатом о стварном рударству, методама и процесима, локалним варијантама вађења, разликама и чудностима које је научио од рудара. Први пут се бавио питањима формирања руда и минерала, покушао је да уведе у питање механизме и изнесе своје закључке у систематски оквир. Изложио је читав процес у научном дијалогу и објавио га под насловом Берманнус, сиве де ре металлица диалогус, (Берманнус, или дијалог о металургији) 1530. године. Еразмо(Erasmus) је веома похвалио рад због покушаја да се знање освоји, практичним истраживањем у реду и даљим истраживањем у смањеном облику. Агрикола је, у својству лекара, такође сугерисао да би минерали и њихови ефекти на људску медицину требали бити будући предмет испитивања.

### ГрадоначелникКемница
1531. Агрикола је добио понуду града Кепмницза (Цхемнитз) за место Стадтлеибарзт (градски лекар), који је прихватио и он се 1533. преселио у Кемница.(Chemnitz)  Иако се мало зна о његовом раду као лекар, Агрикола улази у своје најпродуктивније године и убрзо постаје градоначелник Цхемнитз-а и служи као дипломата и историограф за војводу Георгеа, који је желео да открије могуће територијалне тврдње и наручио је Агрицолу са великим историјским делом, Доминаторес Саконици је први извор ад ханц аетатем ( Господови Саксоније од почетка до данашњег времена), коме је било потребно 20 година и објављен је тек 1555. у Фрајбергу (Freiberg).
У свом раду Де Менсурис ет пондерибус, објављеном 1533, он описује системе грчких и римских мера и тежина. У Светом римском царству у 16. веку није било јединствених димензија, мера и тежина, што је ометало трговину и комерцијалу. Овим радом постављен је темељ репутације Агрикола као учењака хуманиста, јер се обавезао на увођење стандардизованих тежина и мера које улази у јавну сцену и заузима политичку позицију.
1544. објавио је Де орту ет цаусис субтерранеорум (О подземном пореклу и узроцима), у коме је критиковао старије теорије и поставио темеље модерне физичке геологије(geology), У њој се расправља о утицају ветра и воде као моћних геолошких сила, пореклу и дистрибуцију подземних вода и минерализационих сокова, порекло подземне топлоте, порекло рудних канала и главне поделе у минералном царству. Међутим, тврдио је да је одређени 'материјал пингуис' или 'масна материја', загријавана ферментацијом, створио фосилне органске облике, за разлику од фосилних шкољки које су припадале живим животињама.
1546. године објавио је четири дела Де натура еорум куае еффлуунт е терра (Природа ствари које извиру из земљине унутрашњости). Бави се својствима воде, њеним ефектима, укусом, мирисом, температуром итд. И ваздухом испод земље који је, како је Агрикола образложио, одговоран за земљотресе и вулкане.
Десет књига Де ветерибус ет новис металлис, познатије као Де Натура Фоссилиум, објављено је 1546. године као свеобухватни уџбеник и приказ открића и појаве минерала, руда, метала, драгог камења, земље и магнетских стена, а затим је уследила Де анимантибус субтерранеис 1548. године и низ мањих радова на металима током наредне две године. Агрикола је служио као Бургомастер (лорд градоначелник) у Кемницу 1546, 1547, 1551 и 1553.

## Де ре металика
Најпознатије дело Агрикола, Де ре металлица либри кии, објављено је годину дана након његове смрти, 1556; можда је завршена 1550. године, јер је посвета изабраници и његовом брату датирана те године. Сматра се да је кашњење услед многих резних књига у књизи. Рад је систематски, илустровани трактат о рударству и екстрактивној металургији . Приказује процесе извлачења руда из земље и метала из руде.
До тада је рад Плинија Старијег(Pliny the Elder) Хисториа Натуралис био главни извор информација о металима и рударским техникама. Агрикола је признао свој дуг према древним ауторима, попут Плинија и Теофраста (Theophrasuts), и навео бројне референце на римска дела. У геологији Агрикола је описао и илустровао како настају рудне вене у и на земљи. Описао је потрагу за рудним венама и детаљно истраживање, као и прање руда да би се сакупили тежи вредни минерали, као што су злато и коситар . У раду су приказане млинице за воду које се користе у рударству, попут машине за подизање људи и материјала у рударско окно и ван њега. Водени млинови пронашли су примену посебно у дробљењу руда које ослобађају ситне честице злата и других тешких минерала, као и радне дивовске мехове да би силили ваздух у затворене просторе подземних дела.
Агрикола је описала методе минирања које су сада застареле, попут подметања пожара, које су укључивале изградњу пожара на површинама тврдог камења. Врућа стијена је угашена водом, а термички шок је довољно ослабио да је лако уклони. Била је то опасна метода када се користи под земљом, па су је поновили експлозивима .
Дело садржи у додатку немачке еквиваленте техничких израза који се користе у латиничном тексту. Модерне речи које произилазе из дела укључују флуорпар (од којег је касније и назван флуор) и бизмут . У другом примеру, верујући да је црна стијена Сцхлоßберга код Столпена иста као и Плинијев старији базалт, Агрикола је то име применио и тако је настао петролошки појам.
1912. Мининг Магазине (Лондон) објавио је енглески превод Де ре металлица на енглеском. Превод су направили Херберт Хувер (Herbert Hoover), амерички рударски инжењер и његова супруга Лоу Хенри Ховер (Lou Henry Hoover). Касније је Ховер био предсједник Сједињених Држава .

## Сахрана
Агрикола је умро 21. новембра 1555. године. Његов "доживотни пријатељ", протестантски песник и класик Георг Фабрициус, написао је у писму протестантском теологу Филипу Мелхатону (Phillip Melanchton), "Онај ко је од дана детињства уживао снажно здравље, био је изненадан четверодневном грозницом." Агрикола је био горљив католик, који је, према Фабрициусу, "презирао наше Цркве" и "не би толерисао с стрпљењем да било ко разговара са њим о црквеним стварима". То није спречило Фабрициуса у истом писму да назива Агрицолу "оним истакнутим украсом наше Отаџбине", чија су "верска становишта ... била у складу са разумом, тачно је и била су заслепљујућа", иако нису "компатибилна са истином"; 1551. Фабрициус је већ написао уводну песму Де ре металлица у знак похвале Агрицоли.
Према традиционалним градским обичајима, као бивши лорд градоначелник имао је право на сахрану у локалној цркви. Његова верска припадност, међутим, надмашила је његове секуларне прерогативе и монументалне службе за град. Протестантски надзорник Цхемнитз-а Теттелбацх позвао је принца Аугуста да заповиједа о одбијању сахране у граду. Команда је издата и Теттелбацх је одмах обавестио партију Агрикола.

На иницијативу свог пријатеља из детињства, Хаумбуршког (Hamburg) бискупа Јулија фон Пфлуга, четири дана касније, тело Агрикола пренесено је у Цајц(Zeitz), више од 50 km (31 mi) удаљен и интернирао вон Пфлуг у катедрали Зеитз. Његова супруга је наручила и поставила спомен-плочу унутра, која је већ уклоњена током 17. века. Његов текст, међутим, сачуван је у Зеитсовимналима и гласи: 
 Лекару и градоначелнику Хемница, Георгиусу Агрицоли, човеку који се највише одликовао побожношћу и ученошћу, пружио је изванредне услуге свом граду, чије ће заоставство својим именом даровати бесмртну славу, чији је дух Христос уврстио у своје вечно царство. Његова жалост и жена. Умро је у 62. години живота 21. новембра 1555. године, а рођен је у Глауцхауу 24. марта 1494. 

### Дигитални факсимили
- Агрицолин рад на драгуљима и минералогији: Де Натура Фоссилиум, с латинског превео Марк Цханце Банди
- "Ре Ре Металлица" Агрицоле Архивирано на веб-сајту  (9. децембар 2009) превео бивши председник Х. Хоовер и његова супруга ЛХ Хоовер, цео текст (650 страна) и илустрације
- Де Орту & Цаусис Субтерранеорум Архивирано на веб-сајту  (8. август 2020) пуни дигитални факсимил
- Де Ре Металлица Либри XII Архивирано на веб-сајту  (21. октобар 2020) потпуни дигитални факсимил